# Districte de Göyçay
Göyçay (àzeri: Göyçay rayonu) és un districte de l'Azerbaidjan amb el centre administratiu a la ciutat de Göyçay. El 2020 tenia 121.700 habitants.